# منتخب ألمانيا لاتحاد الرغبي
منتخب ألمانيا الوطني لاتحاد الرغبي (بالألمانية: Deutsche Rugby-Union-Nationalmannschaft)‏ هو ممثل ألمانيا الرسمي في المنافسات الدولية في اتحاد الرغبي . تأسس في 17 أبريل 1927.

## وصلات خارجية
- الموقع الرسمي